# Cucho Hernández
Juan Camilo Hernández Suárez, mais conhecido como Cucho Hernández (Pereira, 20 de abril de 1999), é um futebolista colombiano que atua como atacante. Atualmente joga no Real Betis.

## Carreira

### Deportivo Pereira
Estreou como profissional no dia 6 de abril de 2015, na vitória por 2 a 1 sobre o Deportes Quindío. No dia 5 de setembro de 2015 marcou seu primeiro gol, na vitória por 3 a 2 sobre o Real Santander.
Marcou seu primeiro hat-trick no dia 3 de julho de 2016, na vitória por 3 a 0 sobre o Tigres.

### América de Cali
Jogou 2017 com o América de Cali cedido por empréstimo pelo Granada.

### Columbus Crew
Em 21 de junho de 2022, Hernández concordou em se juntar ao Columbus Crew, clube da Major League Soccer, por uma taxa recorde, ingressando pela Regra do Jogador Designado, quando a janela de transferência secundária abriu em 7 de julho de 2022.

### Real Betis
No dia 4 de fevereiro de 2025, Hernández foi anunciado pelo Real Betis, clube que disputa a La Liga. Segundo a imprensa americana, o valor da operação chega a US$ 16 milhões. Ele assinou contrato válido até 2030.

## Seleção Colombiana
Em 6 de janeiro de 2016, foi convocado pelo técnico Carlos Restrepo para a disputa do Sul-Americano Sub-20 de 2017, usará a camisa número 10. Fez duas assistências na derrota por 4 a 3 para o Equador.

## Estatísticas
Atualizado até 23 de dezembro de 2018

### Clubes
| Equipe            | Temporada         | Campeonato nacional | Campeonato nacional | Copa nacional | Copa nacional | Competições continentais | Competições continentais | Total | Total |
| Equipe            | Temporada         | Jogos               | Gols                | Jogos         | Gols          | Jogos                    | Gols                     | Jogos | Gols  |
| ----------------- | ----------------- | ------------------- | ------------------- | ------------- | ------------- | ------------------------ | ------------------------ | ----- | ----- |
| Deportivo Pereira | 2015              | 22                  | 3                   | 1             | 0             | –                        | –                        | 23    | 3     |
| Deportivo Pereira | 2016              | 33                  | 20                  | 1             | 0             | –                        | –                        | 34    | 20    |
| Deportivo Pereira | Total             | 55                  | 23                  | 2             | 0             | –                        | –                        | 57    | 23    |
| América de Cali   | 2017              | 17                  | 1                   | 4             | 3             | –                        | –                        | 21    | 4     |
| América de Cali   | Total             | 17                  | 1                   | 4             | 3             | –                        | –                        | 21    | 4     |
| Huesca            | 2017–18           | 35                  | 16                  | 1             | 0             | —                        | —                        | 36    | 16    |
| Huesca            | 2018–19           | 17                  | 3                   | 0             | 0             | —                        | —                        | 17    | 3     |
| Huesca            | Total             | 52                  | 19                  | 1             | 0             | –                        | –                        | 52    | 19    |
| Total na carreira | Total na carreira | 124                 | 43                  | 7             | 3             | 0                        | 0                        | 131   | 46    |

### Seleção Colombiana
Sub-20
| Ano   |       |      |         |
| Ano   | Jogos | Gols | Assist. |
| ----- | ----- | ---- | ------- |
| 2017  | 7     | 2    | 2       |
| Total | 7     | 2    | 2       |

Expanda a caixa de informações para conferir todos os jogos deste jogador, pela sua seleção nacional.
Sub-20
|    | Data                  | Local                          | Resultado | Adversário | Gol(s) | Assist. | Competição                |
| -- | --------------------- | ------------------------------ | --------- | ---------- | ------ | ------- | ------------------------- |
| 1. | 18 de janeiro de 2017 | Olímpico de Riobamba, Riobamba | 1–1       | Paraguai   | 0      | 0       | Sul-Americano Sub-20 2017 |
| 2. | 20 de janeiro de 2017 | Olímpico de Riobamba, Riobamba | 3–4       | Equador    | 0      | 2       | Sul-Americano Sub-20 2017 |
| 3. | 24 de janeiro de 2017 | Olímpico de Riobamba, Riobamba | 1–0       | Brasil     | 0      | 0       | Sul-Americano Sub-20 2017 |
| 4. | 26 de janeiro de 2017 | Olímpico de Riobamba, Riobamba | 1–0       | Chile      | 0      | 0       | Sul-Americano Sub-20 2017 |
| 5. | 30 de janeiro de 2017 | Olímpico Atahualpa, Quito      | 1–1       | Venezuela  | 1      | 0       | Sul-Americano Sub-20 2017 |

## Títulos
Columbus Crew
- MLS Cup: 2023
- Copa das Ligas: 2024

### Prêmios individuais
- 60 jovens promessas do futebol mundial de 2016[9]
- Equipe Ideal da MLS: 2023
- Melhor jogador da MLS Cup: 2023
- MLS All-Star: 2024
- Melhor jogador da Copa das Ligas : 2024

### Artilharias
- Torneio Águila de 2016 (21 gols)